# Miquel Sunyer i Bover
Miquel Sunyer i Bover (Salt, Girona, 1959) és un músic català.
Començà els seus musicals de piano i solfeig amb Roser Busquets. Posteriorment els prossegueix al Conservatori de Girona i Barcelona amb Pere Vallribera (piano). Es gradua al Conservatori Municipal de Barcelona en harmonia, contrapunt, composició i instrumentació. Com a compositor, té un catàleg d'obres per a diverses formacions corals, instrumentals i orquestrals, algunes d'elles dedicades a formacions d'alumnes i amb un marcat caire pedagògic. Ha rebut encàrrecs de nombroses entitats públiques i privades, entre els quals destaca compondre una òpera per a infants Narcís i Eco, que li feu JJMM de Catalunya.
Treballa al Conservatori de Música de la Diputació de Girona, on durant un temps va fer tasques de director. També ha dirigit el Conjunt Orquestral de Girona (1996-1999), entre d'altres.

## Més informació
- Saba Nova. Naturàlia (Cantata en homenatge a la coral amb motiu del seu XXVè aniversari). SUNYER, Salvador (text); Miquel Sunyer (música); J. Perpinyà Salvatella (dibuixos). Diputació de Girona, 1995.
- Jove Orquestra de Figueres. Encanteri de les bruixes. A. Gumí, M. Sunyer, X. Benguerel. Careli Records, 1999 (CD).
- La Cançó del mussol. Canigó, 1992 (programa de mà de la peça musical).
- Atles literari.
- Vila de Salt Arxivat 2018-02-20 a Wayback Machine..